# Голуб Ніна Борисівна
Ніна Борисівна Голуб (нар. 5 жовтня 1959, с. Буда-Макіївка, Смілянського району Черкаської області) — українська лінгводидакт, педагог, доктор педагогічних наук, професор, головна наукова співробітниця відділу навчання української мови та літератури Інституту педагогіки Національної академії педагогічних наук України.

## Біографія

### Освіта
- філологічний факультет Черкаського державного педагогічного інституту (спеціальність «Українська мова та література»);
- 1995—1997 — аспірантура Інституту педагогіки НАПН України;
- 2007—2009 — докторантура Національного педагогічного університету імені М. П. Драгоманова.

### Кар'єра
- 1980—1989 рр — учителька української мови та літератури Черкаської середньої школи № 1 (нині — Перша міська гімназія).
- 1989—1994 — асистентка кафедри методики викладання і культури української мови Черкаського педагогічного інституту.
- 1997—2006 — старша викладачка, доцентка, завідувачка кафедри викладання і культури української мови Черкаського національного університету ім. Б.Хмельницького.
- 2009—2010 — професорка кафедри стилістики української мови НПУ імені М. П. Драгоманова.
- 2010—2012 — головна наукова співробітниця відділу навчання української мови Інституту педагогіки НАПНУ.
- 2012—2020 — завідувачка відділу навчання української мови та літератури.
- 2020 і донині — головна наукова співробітниця відділу навчання української мови та літератури.

## Наукові інтереси і публікації
Досліджує компетентнісні методики навчання української мови в закладах загальної середньої освіти, навчання риторики в школі, формування компетентної мовної особистості, проблеми підручникотворення.
Авторка понад 200 публікацій.
Авторка підручників української мови для закладів загальної середньої освіти.
Головна редакторка часопису Українська мова і література в школі.

## Відзнаки
- Відмінник освіти України,
- нагороджена знаком «Ушинський К. Д.»,
- нагороджена медаллю "Григорій Сковорода",
- Почесною грамотою Кабінету Міністрів України.